# Acherontiella massoudi
Acherontiella massoudi är en urinsektsart som beskrevs av ?E. Thibaud 1963. Acherontiella massoudi ingår i släktet Acherontiella och familjen Hypogastruridae. Inga underarter finns listade i Catalogue of Life.